# Кожамбердиев, Едил Адилжанович
Кожамбердиев Едил Адилжанович (каз. Еділ Әділжанұлы Қожамбердиев, род. 6 ноября 1986, Узынагаш, Алма-Атинская область, КазССР, СССР) — казахстанский боксёр, выступающий в первой тяжёлой весовой категории. Мастер спорта по боксу. Чемпион Мира по версиям IBA, WBC Asia, WBA Asia, UBO Inter-Continental, WBC Middle East, WBC Turan  . Последний бой провел 27 декабря 2024 года в рамках вечера бокса в Алматы, где в первом раунде нокаутировал оппонента из Ганы Паскаля Джона Напари. Профессиональный рекорд 16-2-0.

## Биография
Едил Кожамбердиев родился 6 ноября 1986 года в Алма-Атинской области, в селе Узынагач. Жил и учился в городе Жаркент.
Получил два высших образования по профессиям: Финансы и Юриспруденция.
В 2022 году был награжден нагрудным знаком "Намыс" имени Бауыржана Момышулы.

## Спортивная карьера

### Ранние годы
Едил провел детство в Казахстане. С детства был активным мальчиком. 

В ранние годы занимался Кикбоксингом и Рукопашным боем.

### Любительская карьера
Чемпион Казахстана по Кикбоксингу 2009—2011 года.

Чемпион Азии по Кикбоксингу 2010 год.

Чемпион Казахстана по Рукопашному Бою 2012 год.

Призёр Казахстана по Боевому Самбо 2009 год.

Чемпион город Алматы по Боевому Самбо 2014 год.

Мастер спорта по Кикбоксингу.

Мастер спорта по Рукопашному Бою.

Мастер спорта по боксу.

215 любительских боев.

### Профессиональная карьера
Чемпион Мира по версии IBA.

Чемпион Азии по версии WBC.

Чемпион Азии по версий WBA.

Интерконтинентальный Чемпион по версии UBO
Чемпион по версии WBC Middle East

Профессиональный рекорд 16-2-0
Чемпион по версии WBC Turan